# Tom Catena
Thomas Catena (Amsterdam, 27 de abril de 1964) é um médico norte-americano. Em 2015, apareceu na lista de 100 pessoas mais influentes do ano pela Time.